# Prostyń
Prostyń – wieś sołecka w Polsce położona w województwie mazowieckim, w powiecie ostrowskim, w gminie Małkinia Górna. Leży na południe od jeziora Bużysko, na terenie Nadbużańskiego Parku Krajobrazowego. Po raz pierwszy wzmiankowana w 1344 roku.
Do 1954 roku istniała gmina Prostyń, następnie do 1972 r. gromada Prostyń. W latach 1975–1998 miejscowość administracyjnie należała do województwa ostrołęckiego.
W 1920 roku odbyło się tu zaprzysiężenie Dywizjonu Huzarów Śmierci.
Wieś jest siedzibą rzymskokatolickiej parafii Trójcy Przenajświętszej i św. Anny w Prostyni. W miejscowości tej znajduje się Bazylika Trójcy Przenajświętszej i św. Anny w Prostyni w miejscu kościoła założonego w 1511 r. przez Prostyńskich, dziedziców wsi.